# إدواردو ارسي
إدواردو ارسي (بالإسبانية: Eduardo Arce) هو لاعب كرة قدم مكسيكي في مركز الهجوم، ولد في 25 يناير 1989 في مدينة مكسيكو في المكسيك. لعب مع نادي بويبلا.